# Shin (rivière d'Écosse)
Pour les articles homonymes, voir Shin.
 (juillet 2014).
Si vous disposez d'ouvrages ou d'articles de référence ou si vous connaissez des sites web de qualité traitant du thème abordé ici, merci de compléter l'article en donnant les références utiles à sa vérifiabilité et en les liant à la section « Notes et références ».
La rivière Shin (en gaélique écossais : Abhainn Sin, prononcé [au.ɪɲ ʃiːn]) est une rivière des Highlands, dans le Nord-Ouest de l'Écosse.

## Géographie
La rivière coule depuis le loch Shin jusqu'à l'estuaire de Dornoch, dans la mer du Nord. La rivière est longue de 11 km seulement.